# (2350) von Lüde
(2350) von Lüde – planetoida z grupy pasa głównego asteroid okrążająca Słońce w ciągu 3 lat i 131 dni w średniej odległości 2,24 au. Została odkryta 6 lutego 1938 roku w Landessternwarte Heidelberg-Königstuhl w Heidelbergu przez Alfreda Bohrmanna. Nazwa planetoidy pochodzi od Heinza von Lüde, niemieckiego astronoma. Przed nadaniem nazwy planetoida nosiła oznaczenie tymczasowe (2350) 1938 CG.